# Distrugere de habitat

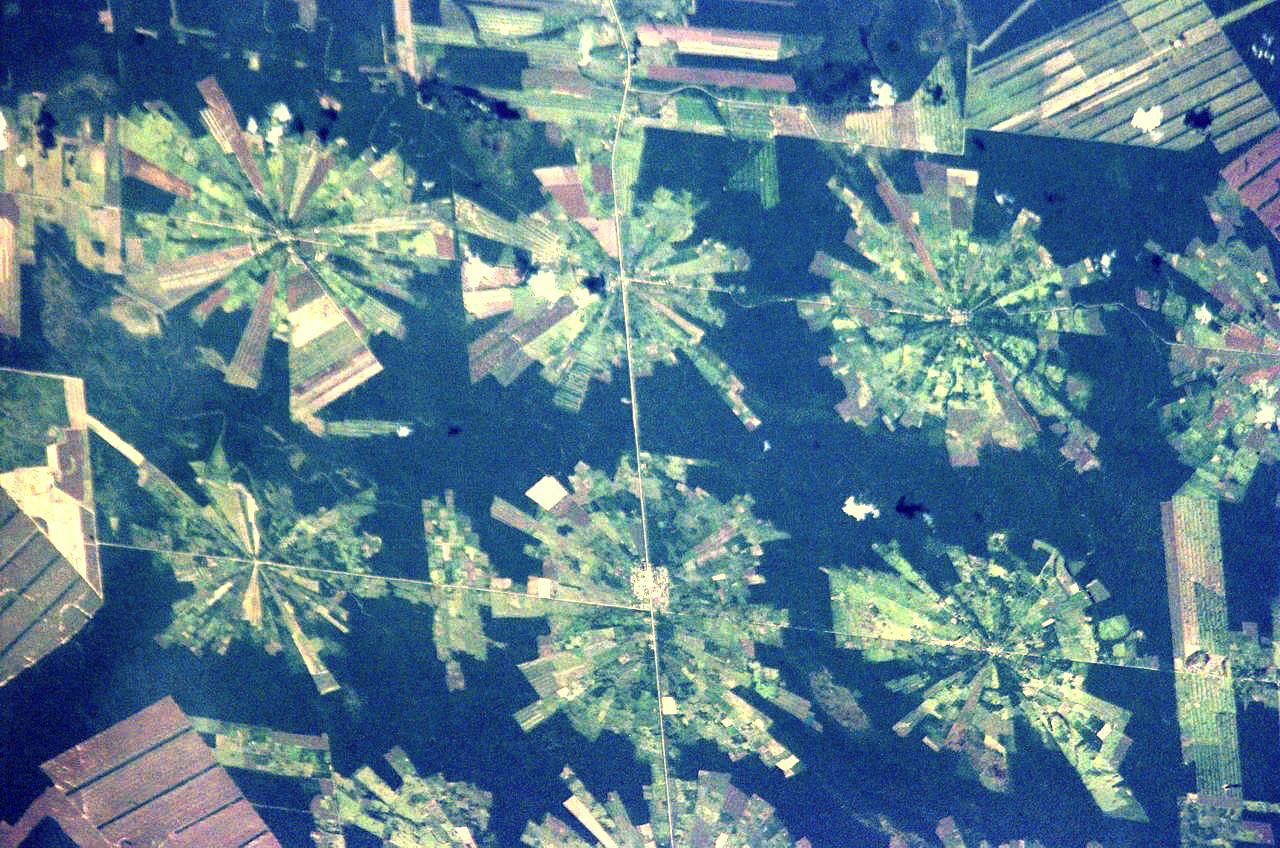
Fotografie satelit a deforestării din Bolivia. Inițial o pădure tropicală „uscată,” locul este supus deforestării pentru a cultiva soia.

Distrugere de habitat (termen cunoscut și ca pierdere de habitat sau ca reducere de habitat) este un proces prin care un habitat natural devine incapabil să-și întrețină speciile native ale acestuia. Organismele, care au locuit anterior site-ul, sunt fie strămutate sau moarte, reducând astfel biodiversitatea și abundența speciilor. Distrugerea habitatului este cauza majoră a pierderii biodiversivității.
Fragmentarea și pierderea habitatului au devenit printre cele mai importante subiecte de studiu în ecologie întrucât ambele reprezintă amenințări majore la adresa supraviețuirii speciilor pe cale de dispariție.
Activități umane precum sunt exploatarea resurselor naturale, producția industrială și urbanizarea sunt contribuții majore la distrugerea habitatului. Presiunea exercitată de agricultura extensivă (și chiar de cea intensivă) este o altă contribuție principală. Alte activități ostile habitatului sunt mineritul, exploatarea lemnului, pescuitul oceanic de varii adâncimi și dispersia urbană. Distrugerea habitatul este actualmente considerat a fi cauza primară a extincției speciilor în întreaga lume. Diverși factori de mediu pot contribui la distrugerea habitatului, mai mult sau mai puțin indirect. Astfel de factori sunt procesele geologice, schimbările climatice, introducerea de specii invasive, epuizarea nutrienților unui ecosistem, poluarea apei și cea sonoră fiind alte exemple de factori agravanți și de destabilizarea a habitatelor. Pierderea habitatului este adesea precedată de o fragmentare a sa.
Diverse încercări de a adresa fenomenul distrugerii de habitat se regăsesc în angajamentele de politică internațională încorporate prin două obiective importante: Obiectivul de dezvoltare durabilă 15 — „Viața pe uscat” (Sustainable Development Goal 15 - "Life on Land") și Obiectivul de dezvoltare durabilă 14 — „Viața sub apă” (Sustainable Development Goal 14 – "Life Below Water"). 
Oricum, raportul Programul Națiunilor Unite pentru Mediu (United Nations Environment Programme) privind proiectul „A face pace cu natura” (în original, "Making Peace with Nature Project"), lansat în 2021, a constatat că majoritatea acestor eforturi nu au reușit să-și atingă obiectivele convenite la nivel internațional.

## Impactul asupra organismelor
Când un anumit habitat este pe cale de a fi distrus, capacitatea de a continua de a contribui semnificativ la conservarea întregului biom al plantelor, animalelor și ale tuturor organismelor este redusă. Ca atare, fenomenul preponderent este declinul populației, uneori până la nivelul extincției.
Pierderea habitatului este probabil cea mai mare amenințare pentru organisme și biodiversitate. Temple (1986) a demonstrat că 82% din speciile de păsări pe cale de dispariție au fost și sunt amenințate semnificativ de pierderea habitatului. Majoritatea amfibianelor sunt de asemenea amenințate semnificativ de pierderea habitatului, și doar un număr limitat de acestea pot supraviețui și reproduce în habitatul modificat.

## Distrugerea populațiilor

### Predătorii care afectează prăzile
În ultima vreme, distrugerea habitatului a fost cauza pierderii multor specii. Uneori, deși zona afectată poate fi de mică distrugere, dar pe măsură ce timpul trece, efectul poate fi „în cascadă,” aceasta ducând la o creștere a extincției. Pierderea habitatului nu este întotdeauna cauza directă a dispariției; există și alte cauze ale dispariției, care se conectează înapoi la pierderea habitatului. De exemplu, dacă singurul prădător dintr-un ecosistem ar dispărea, populațiile surse de pradă ar crește prea mult numeric, ceea ce ar putea duce la suprapopularea speciilor care nu își mai au propriul prădător. Un număr prea mare de indivizi, din orice specie, poate determina folosirea excesivă a resursele naturale ale biomului, creând puternice dezechilibre. Deoarece multe specii depind de resurse naturale limitate, odată cu utilizarea excesivă, acestea vor epuiza în cele din urmă să-și degradeze habitatul.
Spre exemplificare, este celebru cazul vânării prostești și răuvoitoare (de fapt a măcelăririi) lupilor din statele americane Idaho, Montana și Wyoming, care a realizat un puternic dezechilibru între ierbivorele mari și prădătorii lor, fapt care a condus, doar aparent paradoxal, la decimarea pădurilor tinere și la un fenomen de deforestare masivă în acele zone, în ultima sută de ani.

## Geografie
Locurile cele mai critice ale biodiversității sunt, în principal, regiuni tropicale care prezintă concentrații mari de specii endemice și, atunci când toate „punctele fierbinți” sunt combinate, pot conține peste jumătate din speciile de animale [[Animal terestru|terestre] din lume. Aceste „puncte fierbinți” suferă din cauza pierderii și distrugerii habitatului. Majoritatea habitatului natural de pe insule și din zonele cu densitate mare a populației umane a fost deja distrus (WRI, 2003). Insulele care au suferit și continuă să sufere distrugeri extreme de habitat includ Noua Zeelandă, Madagascar, Filipine și Japonia.
Asia de Sud și de Est — în special China, India, Malaezia, Indonezia și Japonia — și multe zone din Africa de Vest au populații umane extrem de dense care permit puțin spațiu pentru habitatul natural. Zonele marine din apropierea orașelor costale foarte populate se confruntă, de asemenea, cu degradarea recifelor de corali sau a altor habitate marine. Aceste zone includ coastele de est ale Asiei și Africii, coastele nordice ale Americii de Sud și Marea Caraibelor, respectiv insulele asociate acesteia.
Regiunile de agricultură nesustenabilă sau guvernele instabile, care pot merge mână în mână, se confruntă de obicei cu rate mari de distrugere a habitatelor. Zone foarte importante și extinse din America Centrală, Africa sub-sahariană și ale pădurii tropicale amazoniene, din America de Sud, sunt principalele regiuni cu practici agricole nesustenabile și/sau cu administrare defectuoasă a guvernului.

## Ecosisteme

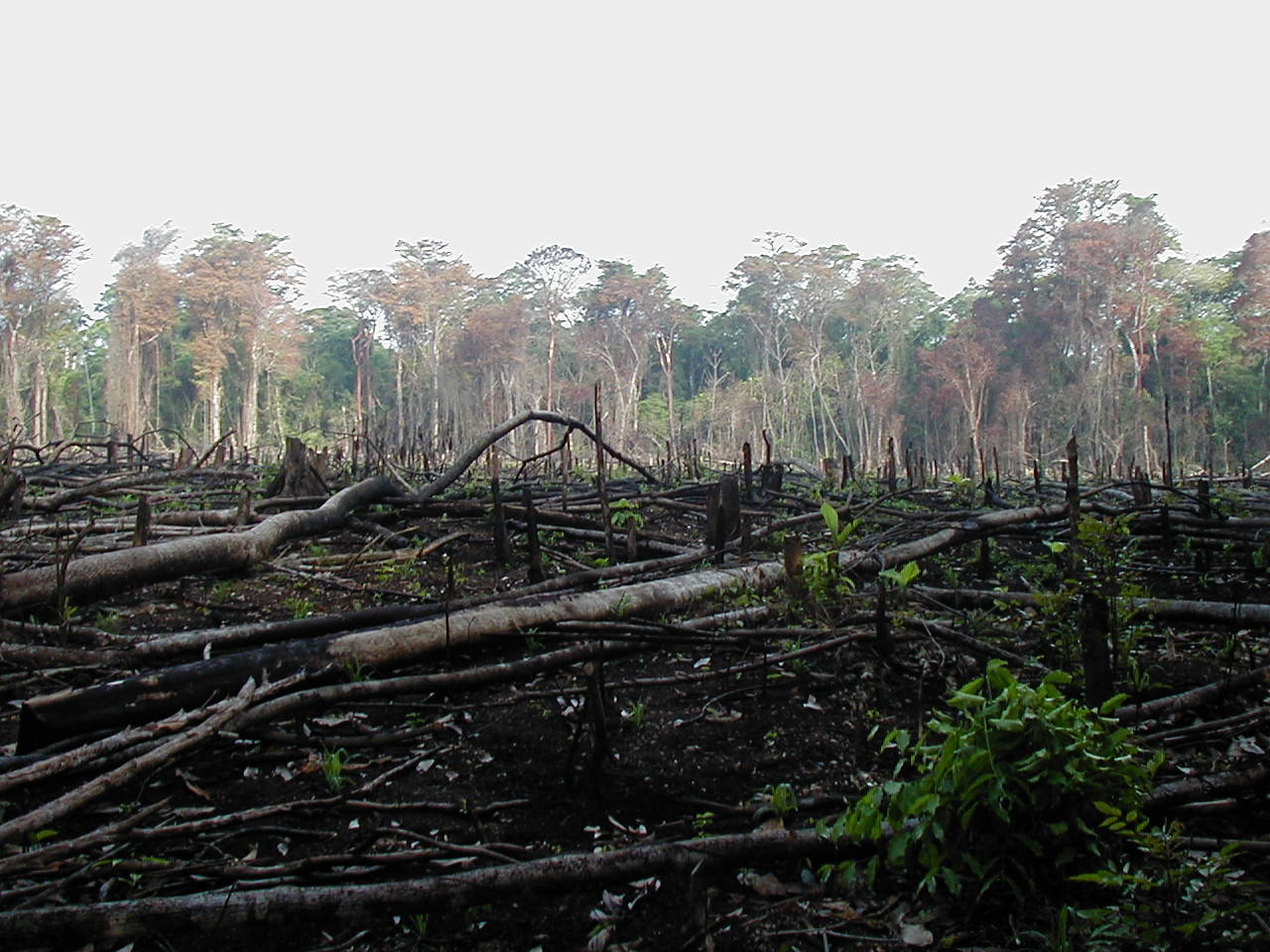
Junglă arsă pentru agricultură în sudul Mexicului

Pădurile tropicale au primit o atenție considerabil sporită în problema distrugerii habitatului. Din cele aproximativ 16 de milioane de kilometri patrați de păduri tropicale, care fuseseră originar existente în întreaga lume, mai puțin de 9 milioane de kilometri pătrați rămân astăzi. Actuala rată de deforestare a acestora este de 160.000 de kilometri pătrați pe an, ceea ce echivalează cu aproximativ 1% din habitatul originar, ce se pierde în fiecarea an.
Alte ecosisteme, așa cum sunt diferite tipuri de pădure, au suferit la fel de mult sau mai multe distrugeri ca și pădurile tropicale. Defrișarea pentru practicarea agriculturii și exploatarea forestieră au afectat grav cel puțin 94% din pădurile temperate cu frunze late; multe arborete de păduri virgine au pierdut mai mult de 98% din suprafața lor anterioară din cauza activităților umane.
Pădurile tropicale de foioase uscate sunt mai ușor de defrișat și ars și sunt mai potrivite pentru agricultură și creșterea vitelor decât pădurile tropicale umede; în consecință, mai puțin de 0,1% din pădurile uscate de pe Coasta Pacificului din America Centrală și mai puțin de 8% din Madagascar rămân din întinderile lor inițiale.

## Cauze naturale

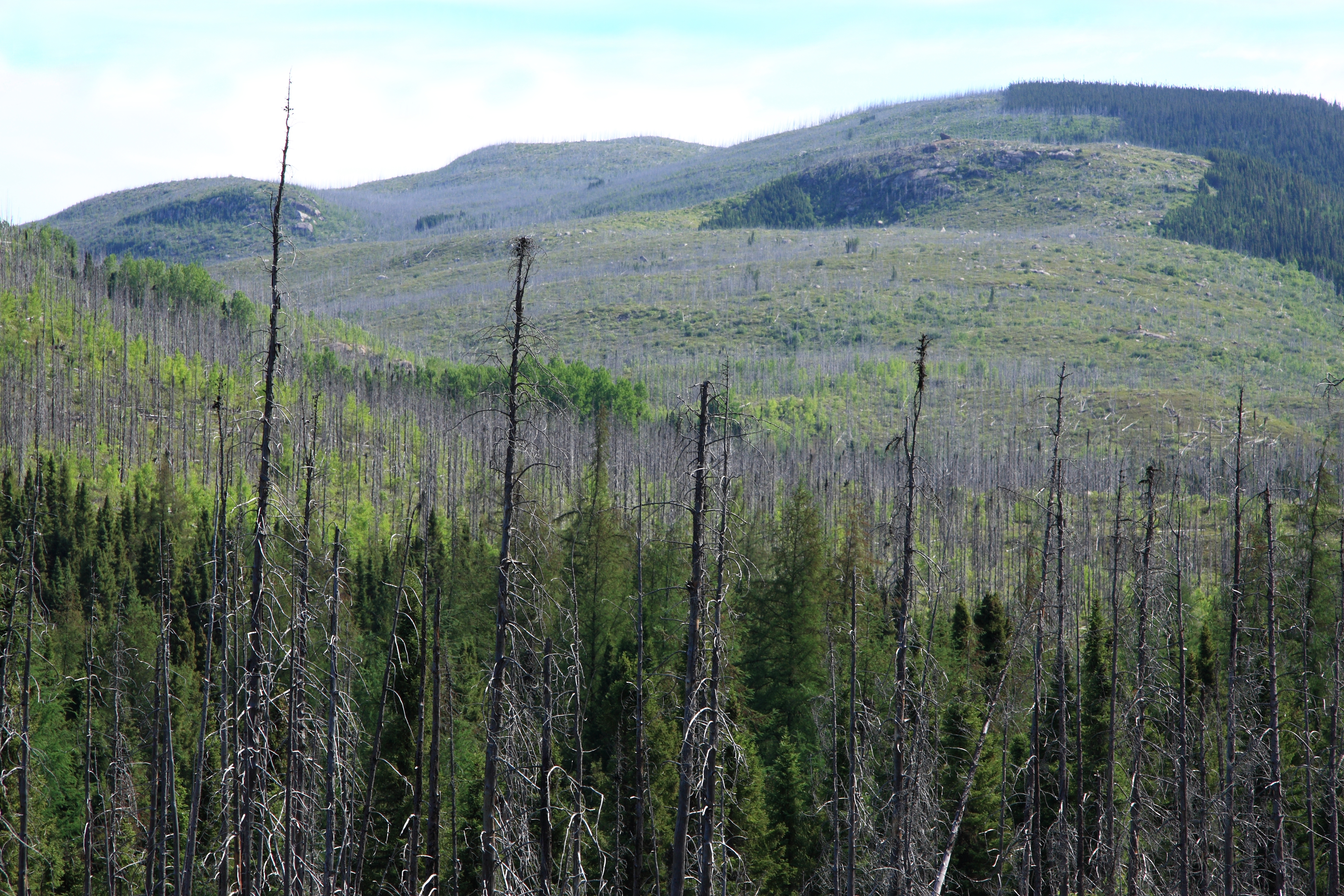
Pădure tânără, refăcută natural, din Grands-Jardins National Park, un parc regional din provincia Québec, Canada, la 10 ani după ce un incediu o distrusese aproape total.

Distrugerea habitatelor, prin procese și fenomene naturale, precum sunt vulcanismul, focul, încălzirea globală și alte fenomene naturale sunt foarte bine documentate în înregistrările fosile. Un anumit studiu de acest tip, indică că fragmentarea habitatului al pădurilor tropicale în Euramerica, cu 300 de milioane de ani în urmă (mau), a condus la o mare pierdere de diversitate a amfibienilor, dar, simultan, existența unui climat sensibil mai uscat a condus la diversificarea speciilor de reptile.

## Cauze umane
Geist și Lambin (2002) au studiat și evaluat 152 de studii de caz, privind pierderile nete de acoperire a pădurilor tropicale, pentru a determina orice fel de tipologie privind cauzele apropiate și subadiacente ale defrișărilor acestor păduri. Rezultatele lor, prezentate ca procente din studiile de caz, în care fiecare parametru a fost un factor semnificativ, oferă o privire statistică cantitativă ale cărei cauze proxime și subiadiacente au fost cele mai semnificative. Cauzele apropiate au fost grupate în categorii largi, precum sunt: expansiune agricolă (96%), expansiune de infrastructură (72%) și exploatarea lemnului (67%).
În concluzie, conform studiului acesta, conversia pădurii către agricultură reprezintă majoritatea cazurilor de utilizare, ce sunt responsabile de deforestarea tropicală. Categoriile mult mai specifice ale cauzelor deforestării padurilor tropicale sunt: extinderea transportului (64%), extracția comercială a lemnului (52%), cultivarea permanentă (48%), creșterea vitelor (46%), cultivarea schimbătoare (cultivarea cu ardere) (41) %), agricultura de subzistență (40%) și extracția lemnului pentru uz casnic (28%). Un rezultat care apare a fi clar este că nu cultivarea plantelor este cauza principală a defrișărilor, în toate regiunile lumii, ci extinderea transportului (inclusiv construcția de noi drumuri) este cel mai mare factor responsabil de defrișare.

## Privire generală
Expansiunea rapidă a populației umane, la nivel global, crește în mod substanțial necesarul de hrană a lumii. Logica simplă spune că mai mulți oameni vor avea nevoie de mai multă hrană. De fapt, pe măsură ce populația lumii crește dramatic, producția agricolă va trebui să crească cu cel puțin 50%, în următorii 30 de ani. În trecut, mutarea continuă către noi terenuri și soluri (soluției cunoscută ca agricultură extensivă) a oferit un impuls în producția de alimente pentru a satisface cererea globală de alimente. Această soluție ușoară nu va mai fi disponibilă, totuși, deoarece mai mult de 98% din toate terenurile potrivite pentru agricultură sunt deja în uz sau sunt degradate fără reparații.
Iminenta criză alimentară globală va fi o sursă majoră de distrugere a habitatului. Fermierii comerciali vor deveni „disperați” ca să producă mai multe alimente de pe aceeași suprafață de pământ, așa că vor folosi mai multe îngrășăminte și vor manifesta mai puțină preocupare pentru mediu pentru a satisface cererea crescândă a pieței. Alții vor căuta noi terenuri sau vor converti alte utilizări ale terenului în agricultură. Intensificarea agriculturii va deveni larg răspândită în detrimentul mediului și al tuturor locuitorilor acestuia. Speciile vor fi împinse din habitatul lor fie direct, prin distrugerea habitatului, fie indirect prin fragmentarea acestuia, degradare sau poluare. Orice eforturi de a proteja habitatul natural și biodiversitatea, rămase în lume, vor concura direct cu cererea crescândă a oamenilor de a benefecia de resurse naturale, în special de noi terenuri agricole.